# Callospermophilus
Callospermophilus is een geslacht van zoogdieren uit de familie van de eekhoorns (Sciuridae). De wetenschappelijke naam van het geslacht werd in 1897 gepubliceerd door Clinton Hart Merriam.

## Soorten
Er worden 3 soorten in dit geslacht geplaatst:
- Callospermophilus lateralis (Say, 1823) - Mantelgrondeekhoorn
- Callospermophilus madrensis Merriam, 1901
- Callospermophilus saturatus (Rhoads, 1895)